# Álbum de Família - Uma História Devassa
Álbum de Família - Uma História Devassa é um filme brasileiro de 1981 dirigido e produzido por Braz Chediak, baseado na peça teatral Álbum de Família, de Nelson Rodrigues.

## Enredo
Senhorinha (Dina Sfat), casada com Jonas (Rubens Corrêa), presencia a decadência de sua família. Guilherme (Marcos Alvisi), um dos filhos do casal, decide entrar num seminário para fugir à paixão que sente por sua irmã Glória (Lucélia Santos). Na tentativa de sublimar o amor pela jovem, Jonas manda-a para um colégio de freiras e, com a cumplicidade da cunhada Rute (Wanda Lacerda), tira a virgindade das moças da região.
Edmundo (Carlos Gregório), filho mais velho de Senhorinha e Jonas, casa-se com Heloísa e, ainda assim, fracassa na noite de núpcias por amar intensamente sua mãe, e o caçula Nonô (Gustavo José) percorre os pastos da fazenda enlouquecido. Ao voltar do seminário, Guilherme coloca Rute para fora de casa e a acusa de ter amaldiçoado a família. Edmundo e Senhorinha planejam matar Jonas, que, irritado, violenta uma mulher grávida que era sua ex-amante. Guilherme leva Glória, expulsa do colégio de freiras, a uma capela, e revela seu amor pela garota, que diz amar o pai. Revoltado, Guilherme mata a irmã e castra-se pouco depois. Ao descobrir que Senhorinha possuía um amante, Edmundo a agride e comete suicídio. Durante o velório dos filhos, Senhorinha mata Jonas e vai ao encontro de Nonô.

## Elenco
- Rubens Corrêa - Jonas Pereira de Albuquerque
- Dina Sfat - Senhorinha Pereira de Albuquerque
- Wanda Lacerda - Ruth
- Lucélia Santos - Glória Pereira de Albuquerque
- Carlos Gregório - Edmundo Pereira de Albuquerque
- Gustavo José - Nonô Pereira de Albuquerque
- Marcus Alvisi - Guilherme
- Miriam Ficher - Totinha
- Dora Pellegrino - Netinha
- David Pinheiro - Teotônio
- Alba Valéria - Teresa (participação especial)
- Manfredo Colasanti - Avô
- Catalina Bonaky - Mariazinha da Bixiga
- Adriana Figueiredo - Heloísa
- José Bráulio